# Siegfried Sonnenschein
Siegfried Sonnenschein (geboren am 1. November 1909 in Dresden; gestorben am 8. März 1980 in Queens, New York City) war ein deutscher Pianist, Unterhaltungsmusiker und Komponist.

## Leben
Siegfried Sonnenschein wurde als jüngstes von drei Kindern des Kaufmanns Leo Sonnenschein und seiner Frau Susie Sonnenschein, geb. Welt, in Dresden geboren. Sein Vater war Inhaber der Firma Oehme & Co., Fruchthandel und Importfirma für Südfrüchte. Sonnenschein erhielt Klavierunterricht, besuchte das König-Georg-Gymnasium in der Dresdner Johannstadt, ab 1927 die Öffentliche höhere Handelslehranstalt der Dresdner Kaufmannschaft. Anschließend studierte er am Dresdner Konservatorium, u. a. bei dem Dirigenten und Komponisten Kurt Striegler. Der 23-Jährige hatte 1932 seinen ersten Erfolg als Komponist. Will Meisel übernahm den Schlager Auf der Terrasse vom Romanischen Café, der als Koproduktion von Sonnenschein und Paul Mann (Musik) sowie Kurt Schwabach (Text) entstanden war, in seinen Wiener Phönix-Verlag, mindestens drei Schallplattenfirmen veröffentlichten den Schlager.
Ab 1933 hatte er Veröffentlichungsverbot, Klavierstunden durfte er nur noch im Rahmen der jüdischen Gemeinde erteilen und wurde 1935 schließlich vom weiteren Studium ausgeschlossen. Er engagierte sich als Pianist, teils auch unter dem Künstlernamen Fred Sonny, im Rahmen des Jüdischen Kulturbundes, gründete 1936 die „Jüdische Tanzkapelle Dresden“, später in „Tanzkapelle Sonnenschein“ umbenannt, und gestaltete Kleinkunst-Abende.
Nachdem Sonnenschein von einem jungen Mitglied der NSDAP vor seiner bevorstehenden Verhaftung gewarnt worden war, verließ er Deutschland und schiffte sich, finanziert von seinem Vater, in Triest Richtung Shanghai ein und traf dort am 5. März 1939 ein. Seine beiden Schwestern konnten Deutschland ebenfalls verlassen. Der Vater blieb in Dresden, wo er 1941 starb; seine Mutter war bereits 1924 gestorben.
Das erste bekannte Engagement hatte er im April 1939 in Shanghai, dem weitere zahlreiche Auftritte folgten. Immer wieder präsentierte er auch eigene Kompositionen. Da sein Verdienst dennoch kaum ausreichte, gab er zusätzlich Klavierunterricht. Als die japanischen Besatzer 1943 im Stadtteil Hongkou die „designated area“, das sogenannte „Ghetto Hongkou“, abgrenzten, durfte auch Sonnenschein als nach dem 1. Januar 1937 eingereister staatenloser Flüchtling diesen Distrikt nicht mehr ohne amtlichen Passierschein verlassen. Sonnenschein setzte seine Arbeit als Klavierbegleiter zahlreicher Künstler, vor allem aber von Herbert Zernik, Raja Zomina und Grete Kleiner, fort. Obwohl die Unterhaltung im Fokus lag, nahm Sonnenschein immer wieder sein virtuoses Klavierrepertoire in die Programme auf.
Nach dem Ende des Pazifikkrieges und der Aufhebung der Ghettogrenzen erhöhte Siegfried Sonnenschein seine musikalischen Aktivitäten noch einmal und komponierte die große Operette in vier Bildern Sag’, bist Du mir gut? nach einem Libretto von Harry Friedländer, die am 3. April 1946 Premiere hatte. Im August 1946 beteiligte sich Sonnenschein dann an einem Kompositionswettbewerb und errang den zweiten Platz. Die zweite, von ihm geschriebene Operette Lissy blieb unaufgeführt, denn wenig später reiste er in die USA aus und traf am 3. Juli 1947 in San Francisco ein, wo er dann auch lebte. Durch die Bestimmungen der Musikergewerkschaft durfte er zunächst ein halbes Jahr lang nicht arbeiten, danach arbeitete er wieder als Barpianist, Musikbegleiter und trat bei Veranstaltungen von Exilanten auf. Allerdings beendete er auch seine Arbeit als Komponist.
1952 lernte er die 16 Jahre jüngere Sängerin Rebecca Eaton (Künstlername: Rebecca  Radcliffe) kennen und heiratete sie noch im selben Jahr. Im Jahr darauf wurden die Zwillinge Suzanne und Richard geboren. 1954 übersiedelte die Familie nach New York (NY). Hier setzte seine Frau ihre Ausbildung fort und debütierte 1956 in der Carnegie Hall. 1957 kehrte die Familie nach San Francisco (CA) zurück. Hier beteiligte sich Sonnenschein u. a. an verschiedenen Varieté-Shows. In Alameda (CA) planten die Eheleute zusammen mit einem Partner den Betrieb des heute nicht mehr existierenden „Edgewater Playhouse“. Eine Brandstiftung führte am 6. November 1960 zu einem Totalverlust.
Als er 1961 mit seiner Familie nach München übersiedelte, hatte er zwar verschiedene Engagements, so etwa im Münchner Club Zum Fiaker und eine Zeitlang am Theater in Hagen als Korrepetitor, musste sich aber Klinikaufenthalten wegen Depressionen unterziehen. Seine Frau sicherte den Unterhalt der Familie als Sekretärin bei der NATO-Organisation „European Exchange System“, die Kinder besuchten in München die Schule und wurden Mitglieder im Kinderchor des Bayerischen Rundfunks.
1964 kehrte die Familie nach New York zurück. Sonnenschein trat in der Folge wieder als Klavierbegleiter von Sängern und Ballettgruppen auf. 1966 gründete seine Frau in Wood River (IL) und dann in Alton (IL) die „Mississippi Valley Opera Co.“ Mit dieser brachte sie Opernrepertoire mit Sängern der Region heraus, Siegfried Sonnenschein übernahm die Klavierbegleitung und auch die beiden Kinder wirkten mit.
Siegfried Sonnenschein verstarb am 8. März 1980 im Creedmoor Hospital in Queens (New York) an einer Lungenentzündung. Seine Frau wirkte bis Mitte der 1970er Jahre als Sängerin. Sie starb 1998. Tochter Suzanne, die Opernsängerin war, lebt mit ihrer Familie in München, sein Sohn Richard, der ebenfalls ein Zeitlang Opernsänger war, lebt in Poughkeepsie (NY).

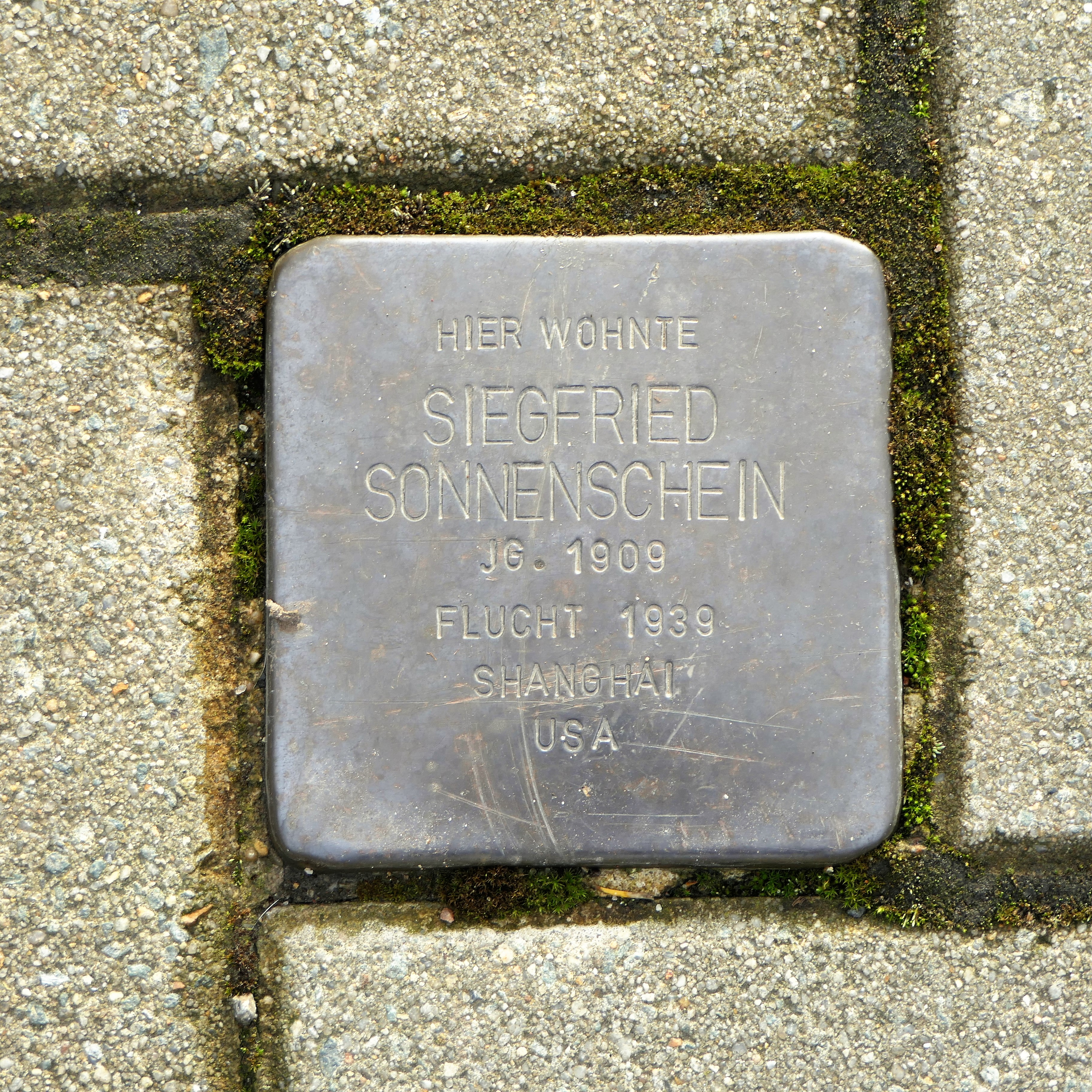
Stolperstein für Siegfried Sonnenschein in Dresden

Am 29. September 2015 wurde an der Gerhart-Hauptmann-Straße 1 in Dresden ein Stolperstein für Siegfried Sonnenschein verlegt. Am 30. November 2017 wurden in der Dresdner Semperoper erstmals Werke von ihm wieder öffentlich aufgeführt.

## Leistungen
Der Nachlass befindet sich in Poughkeepsie mit mehreren unvollständigen Werklisten: Neben den zwei Operetten und vielen Schlagern schuf Siegfried Sonnenschein vor allem Unterhaltungsmusik.